# Vertriebenen- und Aussiedlerseelsorge
Die überdiözesane Vertriebenen- und Aussiedlerseelsorge der Deutschen Bischofskonferenz übte die seelsorgerische und religiös-kulturelle Betreuung der Vertriebenen, Aussiedler und Spätaussiedler mit römisch-katholischem Bekenntnis in Deutschland aus. Dabei sollten die unterschiedlichen geistigen und geistlichen Traditionen der Herkunftsgebiete bewahrt werden. Die Vertriebenenseelsorge sollte aber auch die Versöhnung zwischen Vertriebenen und Vertreibern auf der Grundlage des christlichen Glaubens fördern und zur Bewusstseinsbildung für das Unrecht jeder Vertreibung beitragen.
Vor dem Hintergrund, dass es immer weniger Vertriebene der ersten Generation gibt, hat die Deutsche Bischofskonferenz 2011 beschlossen, die überdiözesane Sonderseelsorge im Jahre 2016 auslaufen zu lassen. Bereits zu diesem Zeitpunkt konnten kaum noch geeignete Kandidaten als Visitatoren gefunden werden, so dass manche Posten vakant blieben. Unklar blieb zunächst, ob es nach diesem Termin weiterhin noch einen Vertriebenenbischof geben wird. Damit findet die Vertriebenenseelsorge auf Ebene der Deutschen Bischofskonferenz nach mehr als 70 Jahren ein Ende. Allerdings bleibt es den Bistümern unbenommen, auf ihrer Ebene die Vertriebenenpastoral weiterzuführen. Der Erfurter Weihbischof Reinhard Hauke bleibt Beauftragter für Vertriebenenseelsorge.

## Geschichte
Nach dem Zweiten Weltkrieg wurden bis 1950 etwa 12 bis 14 Millionen Deutsche aus den deutschen Ostgebieten, aus Russland, der Tschechoslowakei, sowie aus ihren angestammten Siedlungsgebieten im früheren Jugoslawien, Rumänien und Ungarn in Ost- und Südosteuropa vertrieben. Unter ihnen waren etwa 5,6 Millionen Katholiken, im Protokoll der Vollversammlung der Deutschen Bischofskonferenz im August 1947 ist eine Zahl von 6,5 Millionen Katholiken angegeben. Hinzu kamen in den folgenden Jahrzehnten über vier Millionen Aussiedler und Spätaussiedler, davon allein nach der Wende mehr als 650.000 Katholiken. Für die Betreuung dieser Katholiken wurden Vertriebenenbischöfe und Visitatoren berufen:

### Vertriebenenbischöfe
Am 24. Juni 1946 wurde der Ermländer Bischof Maximilian Kaller von Papst Pius XII. zum Päpstlichen Sonderbeauftragten für die Heimatvertriebenen berufen. Er bezeichnete sich selbst als „Heimatbischof“ und forderte die vertriebenen Ermländer auf, den Heimatverlust zu akzeptieren und sich vorbehaltlos in die neue Heimat zu integrieren. Kaller sollte sich um die ebenfalls geflüchteten katholischen Priester sowie den Priesternachwuchs kümmern, um die Seelsorge in der Diaspora sicherzustellen. Ihm wurde auch die Leitung der Kirchlichen Hilfsstelle in Frankfurt übertragen. Gleichzeitig bestimmte der Papst den Kölner Erzbischof Joseph Kardinal Frings zum Hohen Protektor des gesamten Flüchtlingsproblems, dessen Aufgaben in der Vermittlung zwischen Besatzungsbehörde, Kirche und Politik verortet war.
Nach dem Tod von Kaller wurde der Limburger Bischof Ferdinand Dirichs als Päpstlicher Beauftragter für die Seelsorge von Heimatvertriebenen sein Nachfolger. Um die Arbeit des Beauftragten zu unterstützen, wurde 1948 der Katholische Flüchtlingsrat gegründet. Aufgrund der politischen Veränderungen entschloss sich der Papst, den Zusatz päpstlich entfallen zu lassen. Der 1948 nachfolgende Prälat Franz Hartz war lediglich Beauftragter der Fuldaer Bischofskonferenz; dieses Amt führte er bis zu seinem Tod 1953 aus. Sein Nachfolger als Beauftragter für die Vertriebenenseelsorge wurde der Würzburger Bischof Julius Döpfner. Nach dessen Berufung nach Berlin war der Hildesheimer Bischof Heinrich Maria Janssen von 1957 bis 1983 Beauftragter für die Vertriebenen- und Flüchtlingsseelsorge. Von 1983 bis 2009 war der Weihbischof Gerhard Pieschl vom Bistum Limburg Beauftragter der Deutschen Bischofskonferenz für die Katholische Flüchtlings-, Vertriebenen- und Aussiedlerseelsorge. Aktueller Vertriebenenbischof ist der Erfurter Weihbischof Reinhard Hauke.

### Herkunftsgebiete der Vertriebenen und Aussiedler und die dafür eingesetzten Visitatoren und Beauftragten

#### Generalvikariat Branitz
- bis 1947: der Olmützer Weihbischof Joseph Martin Nathan (* 11. November 1867; † 30. Januar 1947 in Troppau), zuvor Pfarrer in Branitz, ab 1924 als Generalvikar in Branitz.
- 1947–1955: Kanonikus Emil Komarek († 20. Juni 1955), früherer Pfarrer von Katscher.
- 1955–1962: amtliche Vertretung durch den Glatzer Großdechanten Franz Monse (* 11. Juli 1882; † 24. Februar 1962).
- 19. Januar 1963–1983: Prälat Eduard Beigel (* 24. Mai 1907 in Raden; † 7. Dezember 1984 in Hildesheim),[13] bis zur Vertreibung der ehemalige Pfarrer von Sauerwitz, als Kanonischer Visitator für das Generalvikariat Branitz (Amt errichtet am 30. November 1962 durch Dekret von Josef Kardinal Frings aufgrund Apostolischer Vollmacht). Beigel war Mitglied der Deutschen Bischofskonferenz, hatte jedoch keine Jurisdiktion gegenüber den Priestern, die im Bistum Olmütz inkardiniert blieben und dort als außerhalb des Bistums befindliche Priester galten.
- 1983–2009: Prälat Wolfgang Grocholl als Kanonischer Visitator für die Priester und Gläubigen des deutschen Anteils des Erzbistums Olmütz (Generalvikariat Branitz), die im Gebiet der deutschen Bischofskonferenz leben. Mit diesem Amt war keine Jurisdiktion verbunden, aber Grocholl wurde Mitglied der Deutschen Bischofskonferenz. Mit der Berufung war die Hoffnung verbunden, neue Impulse für die Vertriebenen-Pastoral zu geben und Kontakte zur Kirche im Branitzer Land herzustellen. Damit war vor allem das Bistum Oppeln gemeint, dem das erloschene Generalvikariat Branitz jetzt angehört, als auch das junge Bistum Ostrau-Troppau, mit dem gemeinsame Wurzeln bestehen.
- 2010 ging das Amt an den Visitator für Breslau, Branitz und Glatz über, der nun für alle vertriebenen schlesischen Katholiken zuständig ist.

#### Erzbistum Breslau
- bis 1945: Adolf Kardinal Bertram († 6. Juli 1945 auf Schloss Johannesberg bei Jauernig).
- 16. Juli 1945 bis 31. August 1945 (Amtsverzicht für östlich der neuen Oder-Neiße-Grenze liegende Gebiete: Ferdinand Piontek als Kapitularvikar des Erzbistums Breslau).
- 1945–1964 (für westlich der Oder-Neiße-Grenze liegende Gebiete): Kapitularvikar Ferdinand Piontek (Görlitz).
- 1964–1972: Prälat Oskar Golombeck († 28. April 1972) als Sprecher der vertriebenen Priester der Erzdiözese Breslau in den Diözesen der Bundesrepublik Deutschland.
- 1972–1982 Apostolischer Protonotar (überzählig – ehrenhalber) Prälat Hubert Thienel (* 10. Oktober 1904 in Trebnitz; † 23. Dezember 1987 in Düsseldorf); ab 1973 als Apostolischer Visitator der Priester und Gläubigen des Erzbistums Breslau.[14][15]
- 8. November 1982 bis 2008: Päpstlicher Ehrenprälat Winfried König († 10. November 2015 in Münster-Wolbeck) vom Bistum Münster.
- 2010 übergegangen an den Visitator für Breslau, Branitz und Glatz, der nun für alle vertriebenen schlesischen Katholiken zuständig ist.

#### Bistum Ermland
- bis 18. August 1945 (erzwungener Amtsverzicht): Maximilian Kaller als Bischof.
- 1945–1947: Maximilian Kaller († 7. Juli 1947).
- 11. Juli 1947 bis 1957: Prälat Arthur Kather (* 7. Dezember 1883; † 25. Juli 1957) als Kapitularvikar von Ermland, bis 1945 Propst der St.-Nikolai-Kirche in Elbing, ab 1945 von Bischof Kaller eingesetzter Generalvikar für das sowjetisch besetzte Diözesangebiet; Mitglied der Deutschen Bischofskonferenz.[16]
- 29. Juli 1957 bis 28. Juni 1972: Prälat Paul Hoppe als Kapitularvikar von Ermland, 1947 aus der SBZ vertrieben, Mitglied der Deutschen Bischofskonferenz.
- 1972–1975: Paul Hoppe als Apostolischer Visitator für die ermländischen Diözesanen in Deutschland.
- 1975–1998: Johannes Schwalke als Apostolischer Visitator der Priester und Gläubigen des Erzbistums Ermland mit Dienstsitz im Bistum Münster.
- 1998–31. März 2000: Johannes Schwalke als Kommissarischer Leiter der Visitatur Ermland.
- 31. März 2000 bis 2011: Msgr. Lothar Hans Peter Schlegel als Visitator für Klerus und Gläubige aus der Diözese Ermland; danach: Amt erloschen.

#### Generalvikariat Grafschaft Glatz
- 1938–1962: Großdechant Franz Monse (* 11. Juli 1882; † 24. Februar 1962).
- 1962–1977: Großdechant Leo Christoph als Kanonischer Visitator.
- 1977–1983: Großdechant Paul Sommer, Kanonischer Visitator.
- 22. September 1983 bis 2012: Großdechant Franz Jung als Kanonischer Visitator.
- Danach Amt übergegangen an den Visitator für Breslau, Branitz und Glatz, der nun für alle vertriebenen schlesischen Katholiken zuständig ist.

#### FreiePrälatur Schneidemühlin derGrenzmark Posen-Westpreußen
- bis 1952: Prälat nullius (= unterliegt nicht einer bischöflichen Jurisdiktion, man spricht hier von exemt, d. h. „ausgenommen“) Franz Hartz.
- 1953–1965: Kapitularvikar Prälat Ludwig Polzin.
- 1965–1972: Kapitularvikar Prälat Wilhelm Volkmann.
- 1972–1982: Prälat Paul Snowadzki.
- 1982–1997: Prälat Wolfgang Klemp († 5. Januar 1997), Fulda als Apostolischer Visitator der Priester und Gläubigen der Freien Prälatur Schneidemühl.
- 1999–2010: Geistlicher Rat Bertold Grabs als Visitator für die Priester und Gläubigen aus der Freien Prälatur Schneidemühl.
- 2010–2011: Msgr. Lothar Hans Peter Schlegel als Visitator für die Katholiken aus der Freien Prälatur Schneidemühl und der Diözese Danzig.

#### Erzbistum Danzig
- 1938–1964: Carl Maria Splett († 5. März 1964) als Bischof von Danzig.
- 1964–1968: Anton Behrendt als Apostolischer Visitator der Priester und Gläubigen des Bistums Danzig.
- 1968–1986: Franz Josef Wothe als Apostolischer Visitator der Priester und Gläubigen des Bistums Danzig.
- 1986–1998: Päpstlicher Ehrenprälat Johannes Bieler († 4. Juli 2014) als Apostolischer Visitator der Priester und Gläubigen des Bistums Danzig.[17]
- 1999–2010: Johannes Bieler als Visitator der Priester und Gläubigen des Bistums Danzig.[18]

#### Donauschwaben
- 1975–1991: Päpstlicher Ehrenprälat Josef Haltmayer (* 16. Juli 1913 in Hodschag (Batschka); † 5. April 1991 in Stuttgart) als Sprecher der Katholiken aus der Volksgruppe der Donauschwaben.[19]
- 1991–1992: Pfarrer Martin Roos (* 17. Oktober 1942 in Satchinez, Königreich Rumänien) aus Stimpfach (heute Bischof von Timișoara).
- 1993–2011: Erzbischöflicher Geistlicher Rat Monsignore Andreas Straub als Visitator für Donauschwaben und Deutsche aus Südosteuropa.
- 2011–2014: Geistlicher Rat Egmont Franz Topits (* 20. Oktober 1943 in Neu-Arad; † 14. Februar 2014 in Höchstadt an der Aisch) als Visitator für Donauschwaben und Deutsche aus Südosteuropa.
- seit 2014: vakant.

#### Karpatendeutsche
- 1967–1973: Dekan Josef Pöss († 22. Februar 1973), Überlebender des Massakers von Glaserhau als erster Sprecher der karpatendeutschen Priester und Gläubigen.
- 1973–1987: Geistlicher Rat Josef Maday († 31. Mai 1987).
- 5. Mai 1988–????: Msgr. Ernst Tatarko. (8. Dezember 1914; † 5. August 2013[20])
- 1999–2004: Julius Groß SDB als Visitator für Karpatendeutsche.
- 1. April 2005: Geistlicher Rat Johann Kotschner als Visitator für Karpatendeutsche.
- Amt aufgegangen im Visitator für die Sudetendeutschen und Karpatendeutschen.

#### Russland(Russlanddeutsche)
- 1965 wurde Nikolaus Pieger zum Seelsorger der katholischen Russland-Deutschen bestellt.
- 1977–1988: Pfarrer Peter Macht in der Seelsorgstelle der Deutschen Bischofskonferenz für die deutschen Katholiken aus Russland.
- 1990–200?: Pater Eugen Reinhardt SVD als Visitator für die Deutschen aus Russland.
- seit 2007: Alexander Hoffmann.

#### Sudetenland(Sudetendeutsche)
- 1959–1974: Prälat Karl Kindermann
- 1974–1985: Apostolischer Protonotar Prälat Karl Reiß.
- 1986–1992: Prälat Karl Braunstein.
- 1992–1993: Pfarrer Friedrich Berger.
- 1993–????: Pater Norbert Schlegel O. Praem. (* 9. März 1940 in Allenstein; † 29. August 2009) als Visitator für Sudetendeutsche.
- Amt aufgegangen im Visitator für die Sudetendeutschen und Karpatendeutschen (derzeit Monsignore Pfarrer Dieter Olbrich).

## Überdiözesane Organisation der katholischen Aussiedler- und Vertriebenenseelsorge bis zu deren Auflösung Ende 2016
1998 kam es zu einer umfassenden Neuordnung der katholischen Aussiedler- und Vertriebenenseelsorge, die den Zusatz Apostolisch verlor und nunmehr bei der Deutschen Bischofskonferenz angesiedelt ist. Derzeit sind zur katholischen Aussiedler- und Vertriebenenseelsorge in Deutschland berufen:
- Vertriebenenbischof und Beauftragte der Deutschen Bischofskonferenz: Reinhard Hauke, Weihbischof im Bistum Erfurt.
- Visitator Breslau, Branitz und Glatz (seit 20. März 2010): Pfarrer Joachim Giela, Münster (* 1951 in Oberschlesien; 1975 Primiz in Oppeln).
- Visitator für die Sudetendeutschen und Karpatendeutschen: Monsignore Dieter Olbrich, München.
- Visitator für die Donauschwaben und Deutschen aus Südosteuropa: seit 2014 vakant.
- Visitator für die Deutschen aus den Ländern der GUS: Monsignore Alexander Hoffmann, Bonn.[22]
- Visitator für Ermland, Danzig und Schneidemühl: derzeit vakant.

Ende 2016 endete die überdiözesane Seelsorge für Vertriebene und Aussiedler. Die Ämter der Visitatoren für die vertriebenen Katholiken wurden abgeschafft. Bischof Hauke bleibt jedoch Beauftragter für Vertriebenenseelsorge. Die Bistümer und Gemeinden können jedoch weiterhin Gottesdienste oder Wallfahrten für Heimatvertriebene anbieten.